# 十勝號列車
十勝（日语： Tokachi */?）是北海道旅客鐵道（JR北海道）運行在札幌站和帶廣站之間，經由函館本線、千歳線、石勝線、根室本線的特急列車。

## 概要
1990年9月1日，往來札幌及釧路的特急「大空」號列車中，往來札幌及帶廣的短線列車從中拆分出來，稱爲「十勝」號列車。
1991年開始，「十勝」號逐漸改用新型列車行駛，爲了方便辨認，使用新列車行駛的班次改名為超級十勝號列車「超級十勝」號。2020年3月14日調圖後，基於所有舊款列車已經退出營運，爲簡化列車命名，所有班次復名「十勝」號。
此外在1962年至1968年時，札幌站至带广站之間的急行列車|急行和1986年至1990年之間運行在泷川站、旭川站至带广站之間的快速列車也名為「十勝」號。

## 運行概況
截至2020年3月14日時，「十勝」號每日在札幌站－带广站間運行5對來回班次。所需時間爲2小時40分鐘左右。
在冬季期間（大概11月下旬至翌春溶雪時期），由於行駛過程中附在車輛上的冰雪會掉落路軌，爲防引起道碴等雜物反彈造成意外，列車不停站通過車站時或會減速行駛，而造成延誤。 

### 停車站
札幌－新札幌站－南千歲－追分－新夕張－占冠－苫鹉－新得－十勝清水－芽室－带广

### 使用列車、編組
截至2020年3月時，使用Kiha 261系1000番台行駛。基本使用4節編組運行。列車設有綠色車廂及普通車廂2個等別，另外2號車廂設有無障礙設施。基於客量需求，繁忙期間或會加掛額外車卡。 

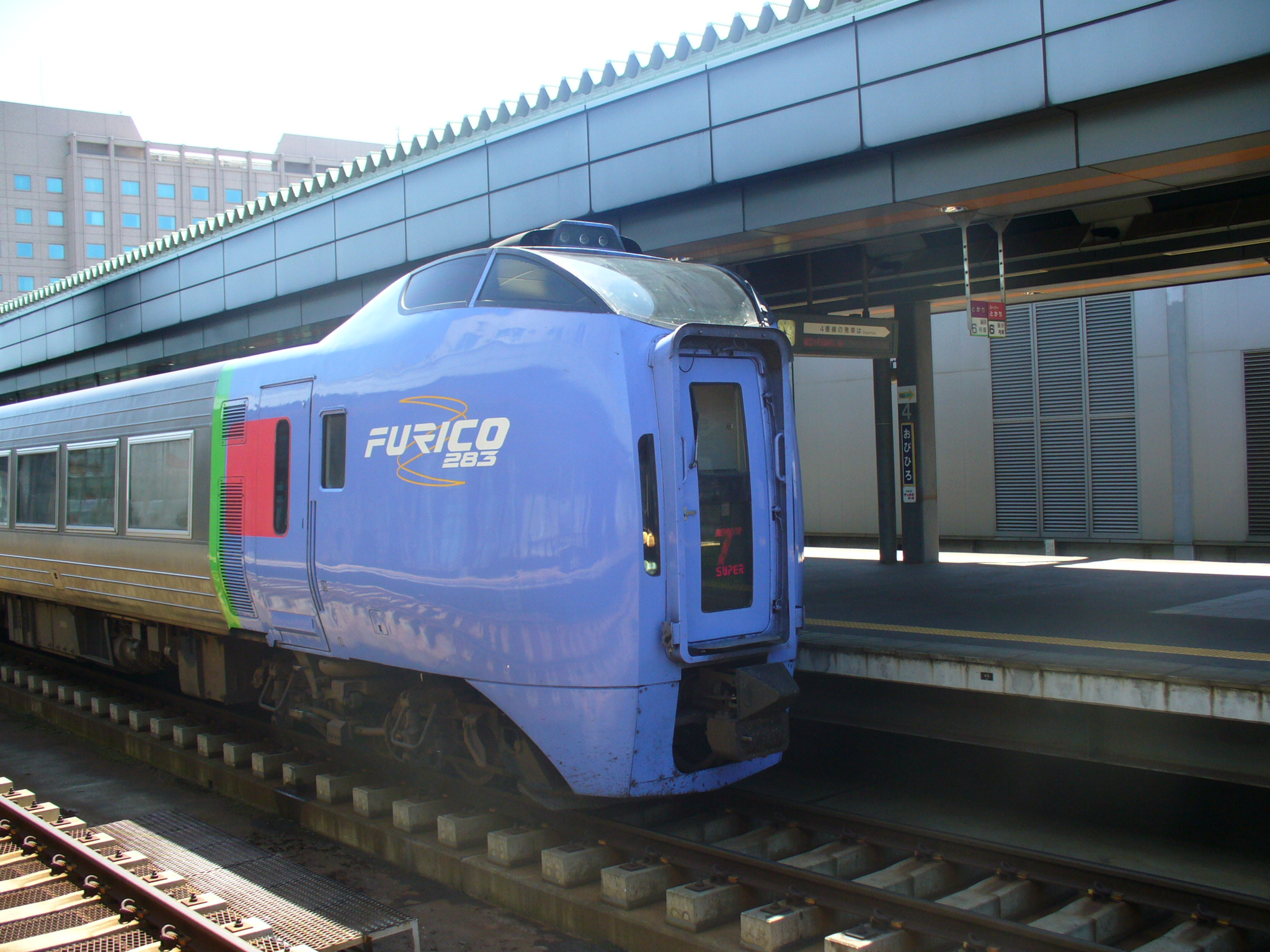
以前曾使用Kiha 283系行駛（2007年）
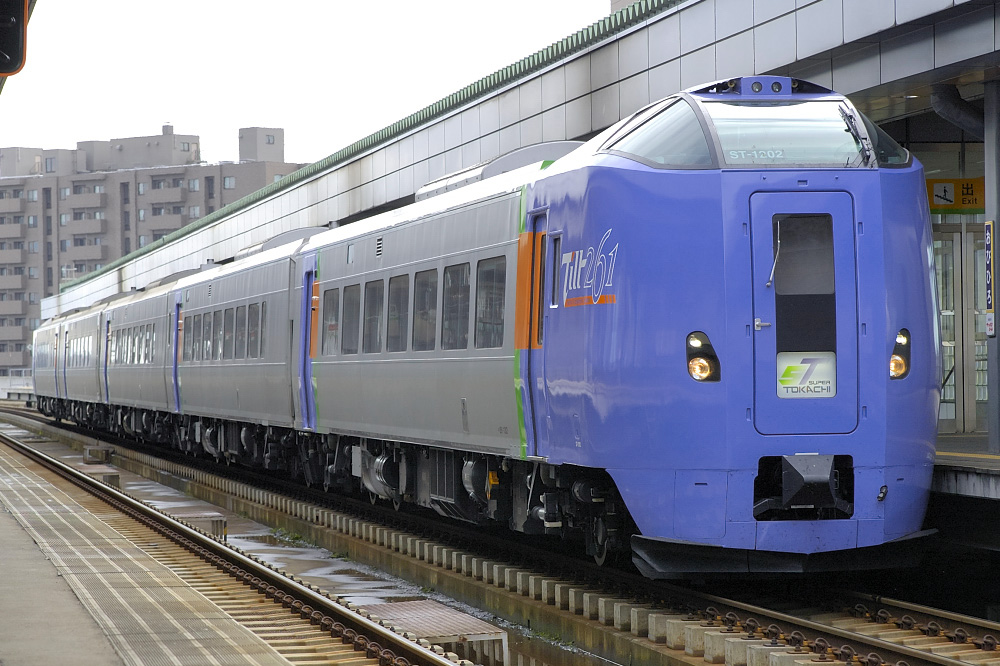
Kiha 261系1000番台（2007年）
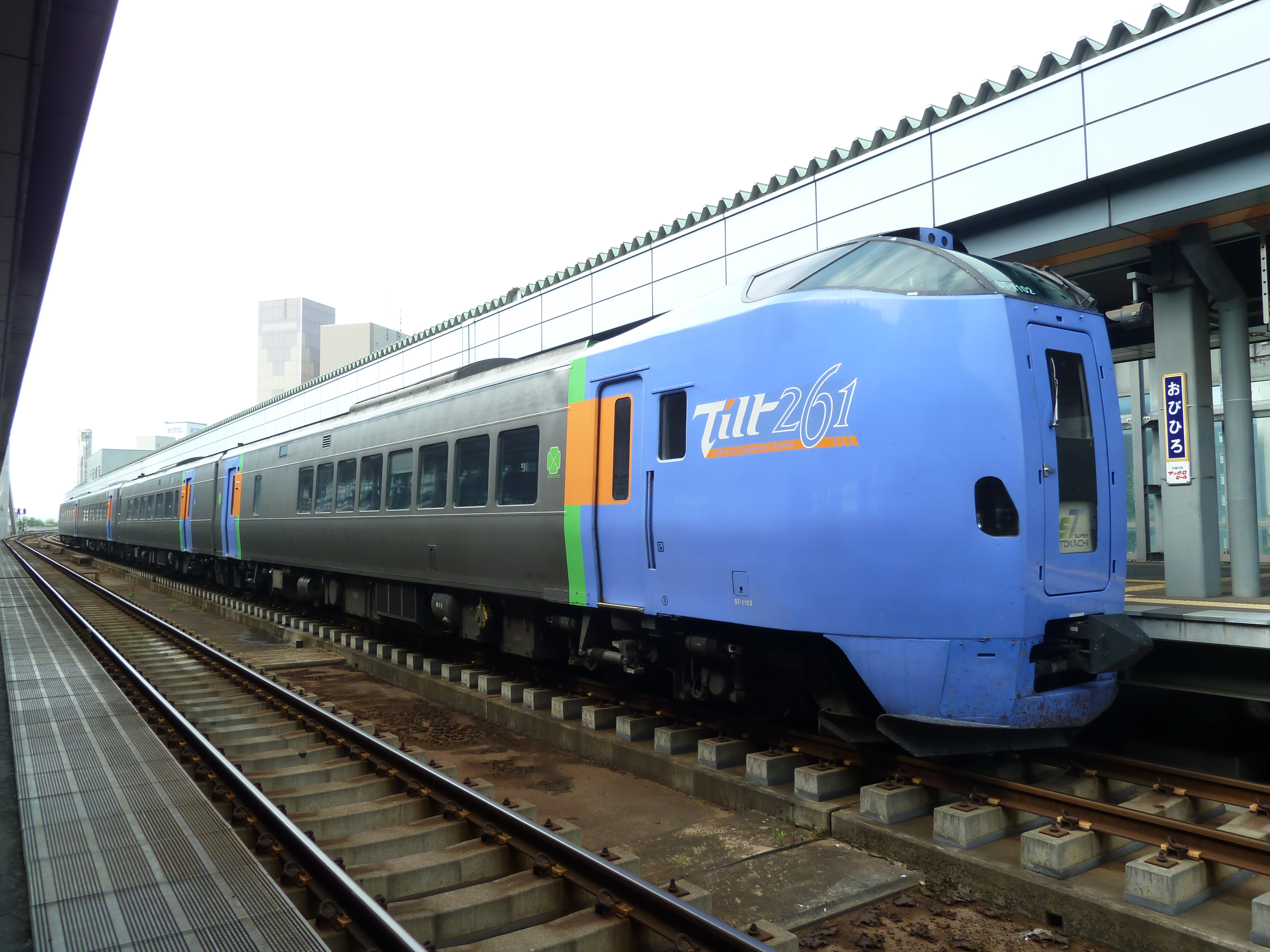
Kiha 261系1000番台4節編組（2012年）

## 另見
- 大空号列车
- 十勝清水站